# Nová Ves (Stříbrná)
Nová Ves (německy Neudorf) je zaniklá obec, součást obce Stříbrná v okrese Sokolov v Karlovarském kraji. Nachází se asi 2 km jihovýchodně od Stříbrné na náhorní plošině Krušných hor v nadmořské výšce okolo 850 m. 
Nová Ves leží v katastrálním území Nová Ves u Kraslic o rozloze 9,6 km².

## Historie
První písemná zmínka o vesnici pochází z roku 1631, kdy rotavský rychtář prodal své dosud neosídlené léno v Nové Vsi kraslickému měšťanovi Maxu Rauenovi, který přivedl první osadníky. V roce 1869 je Nová Ves uváděna jako osada obce Hochgarth (Obora) v okrese Kraslice. Až do roku 1850 byla Nová Ves součástí nosticovského panství Jindřichovice a poté se stala samostatnou obcí.
U severního okraje stávala nedaleko pramene Novoveského potoka větší cihelna.
Na přelomu 19. a 20. století se stala Nová Ves oblíbeným cílem turistů, kterým se nabízel pěkný rozhled. V okolí se nachází řada zajímavých skalních útvarů, např. Kočičí skála a skály na Komářím vrchu (951 m).
Po nuceném vysídlení německého obyvatelstva po druhé světové válce Nová Ves prakticky zanikla, později se stala místem chatařů a chalupářů. V místě bývalé vesnice vyrostla nová chatová osada.

## Obyvatelstvo
Obyvatelé nacházeli obživu v zemědělství a lesnictví, pěstoval se zde oves a žito. Někteří se zabývali pálením milířů, dřevěné uhlí se vozilo do rotavských železáren. V roce 1910 zde byla postavena dvoutřídní škola.
| Rok            | 1869 | 1880 | 1890 | 1900 | 1910 | 1921 | 1930 | 1950 | 1961 |
| -------------- | ---- | ---- | ---- | ---- | ---- | ---- | ---- | ---- | ---- |
| Počet obyvatel | 385  | 418  | 422  | 410  | 434  | 395  | 414  | 20   | -    |
| Počet domů     | 38   | 44   | 49   | 60   | 62   | 61   | 63   | 67   | -    |